# Camponotus mengei
Camponotus mengei är en myrart som beskrevs av Mayr 1868. Camponotus mengei ingår i släktet hästmyror, och familjen myror. Inga underarter finns listade.